# Chiesa di Santa Maria Assunta in Cielo (Pazzano)

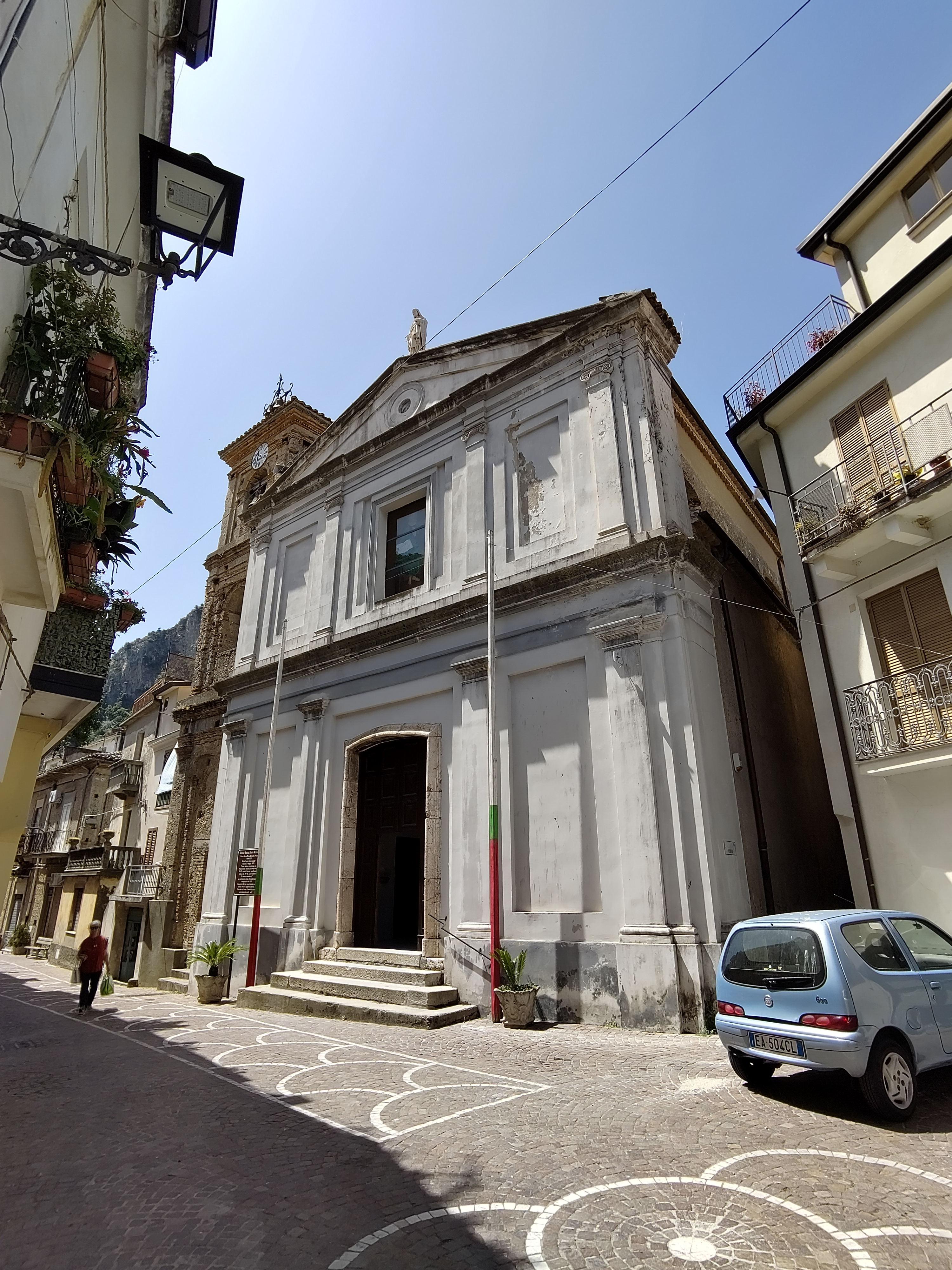
Facciata esterna

La chiesa di Santa Maria Assunta in Cielo è una chiesa edificata nel 1605. di Pazzano.
La chiesa nacque, probabilmente, per sostituire tutte le piccole chiese presenti nel comune di Pazzano e quindi fu arredata con ciò che proveniva da esse. A testimonianza di ciò la campana più piccola del 1565 del campanile riporta il testo:"Li Confrati de S. Nicolao - MCCCCCXXXXXXV" in cui si fa riferimento a San Nicola che aveva una chiesa dedicata nell'omonimo rione pazzanese alle pendici del Monte Consolino.
La chiesa fu ricostruita dopo il terremoto del 1783, e venne consacrata l'8 agosto del 1914 dal vescovo Eugenio Tosi.

## Descrizione
Ha una facciata baroccheggiante caratterizzata da 4 paraste con capitelli ionici e 4 paraste con capitelli dorici; ha un timpano decorato con un ovale con la statua del Sacro Cuore di Gesù.
Il portale è in granito e al di sopra c'è una grande vetrata con raffigurato il Pantocratore.
Il campanile è costruito come una torre con tre dadi sovrapposti in stile barocco. Le finestre sono monofore ad arco a tutto sesto.
Nella parte frontale della cella campanaria si trova un orologio. All'interno della torre in uno spigolo e raffigurato inciso su una pietra lo stemma di Stilo, retaggio di quando Pazzano era casale del comune di Stilo.
Su una campana è fusa la scritta:"Simonetta Curatu 1715 opus Alberi GullO", che secondo l'ex Don Mario Squillace testimonierebbe la nascita della parrocchia.
Sulla campana più grande fu realizzata invece nel 1814.
L'interno della chiesa è composto da un'unica navata con cappelle laterati decorate a stucco.
Il tetto è ligneo a cassettoni dipinti

## Statue e tele
Vi si trovano 5 pregevoli statue lignee dello scultore serrese Vincenzo Scrivo; statua della Madonna Assunta, di San Rocco, della Madonna Addolorata e del SS. Salvatore, inoltre ricordiamo il gruppo scultoreo di inizio '900 della Madonna e di San Giuseppe, della scuola di cartapesta leccese del maestro Luigi Guacci.
Sono presenti inoltre, una tela del XIX secolo del Frangipane e 4 tele di inizio XX secolo raffiguranti gli Evangelisti

## Libri parrocchiali
Appartengono alla parrocchia i libri battesimali scritti a partire dal 1605 fino al 2006, i libri di cresime dal 1743 a 2006, I libri di matrimonio dal 1884 al 2006 e i libri dei morti dal 1810 al 2006.